# Solera
 (février 2016).

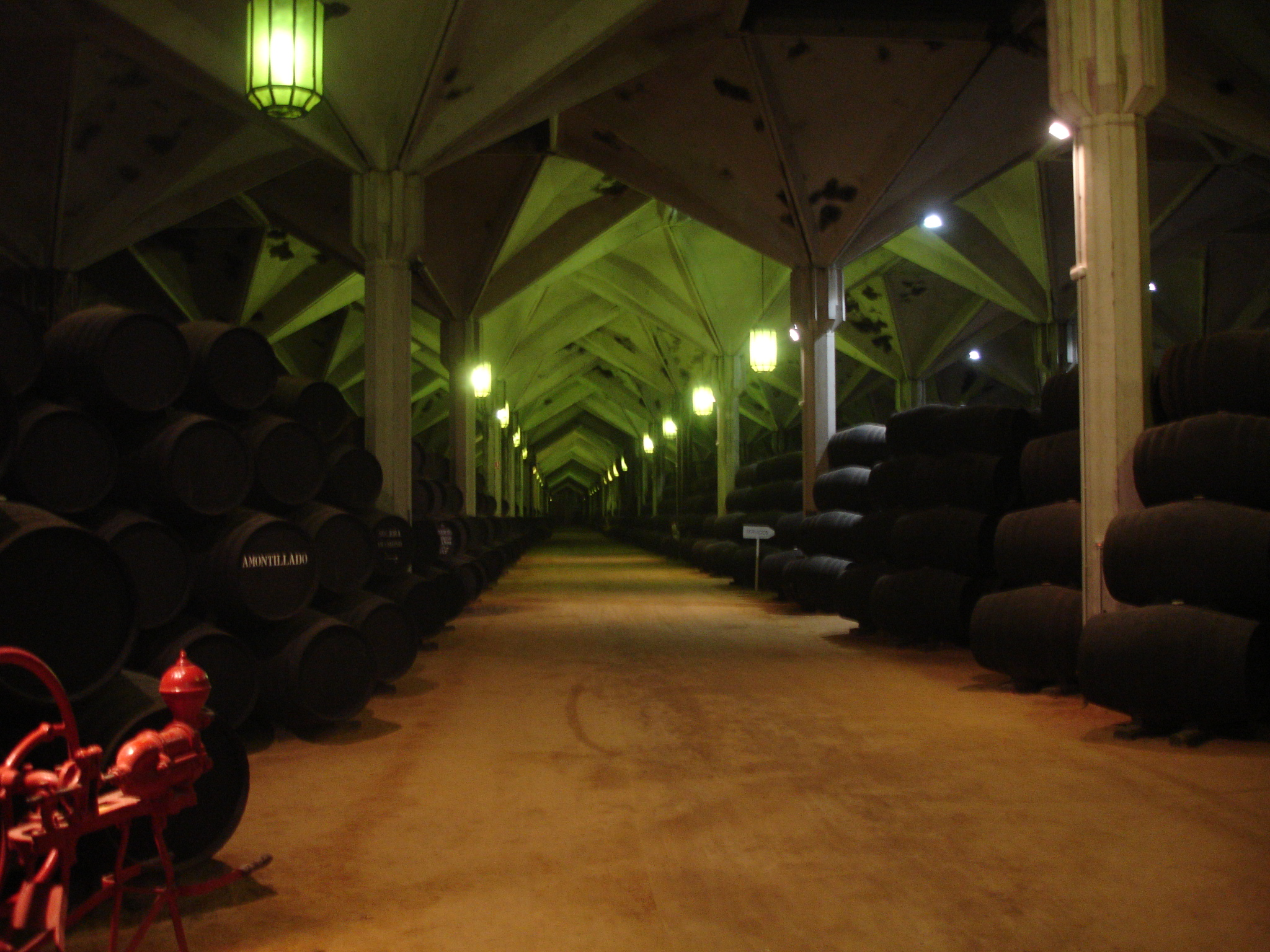
Vieillissement en solera pour le Xérès.

La solera, appelée aussi réserve perpétuelle, est une méthode d'assemblage et d'élevage du vin pratiquée en particulier en Espagne. Ce procédé est aussi utilisé aujourd'hui dans la production de certains champagnes, de vinaigre, de bières ou de spiritueux comme le rhum ou le whisky.

## Mode opératoire
La criadera consiste en un empilement de barriques sur plusieurs hauteurs. Le premier niveau, sur le sol, est nommé solera. Les autres niveaux sont nommés première, deuxième criadera.
Le vin en fin d'élevage destiné à être conditionné, est soutiré de la solera. La quantité de vin enlevée est remplacée par celle des deux barriques situées au-dessus. Ainsi de suite jusqu'à la hauteur maximale qui est complétée avec du vin jeune.
Les Espagnols disent qu'avec ce système, le vin vieux éduque le jeune. Le vin issu d'une solera en place depuis un siècle contient encore une infime proportion du premier vin âgé d'un siècle. Ce système permet, outre un vieillissement du vin, une bonne homogénéisation de la production entre les millésimes et chacune des barriques d'une criadera. Il est particulièrement bien adapté aux négociants en vin. Ainsi, le consommateur d'un de ces vins y trouve toujours le style de la maison.
Une solera à cinq étages ne signifie pas forcément que le vin y vieillit au moins cinq ans. En effet, il est possible de soutirer et alimenter la solera tous les six mois par exemple.

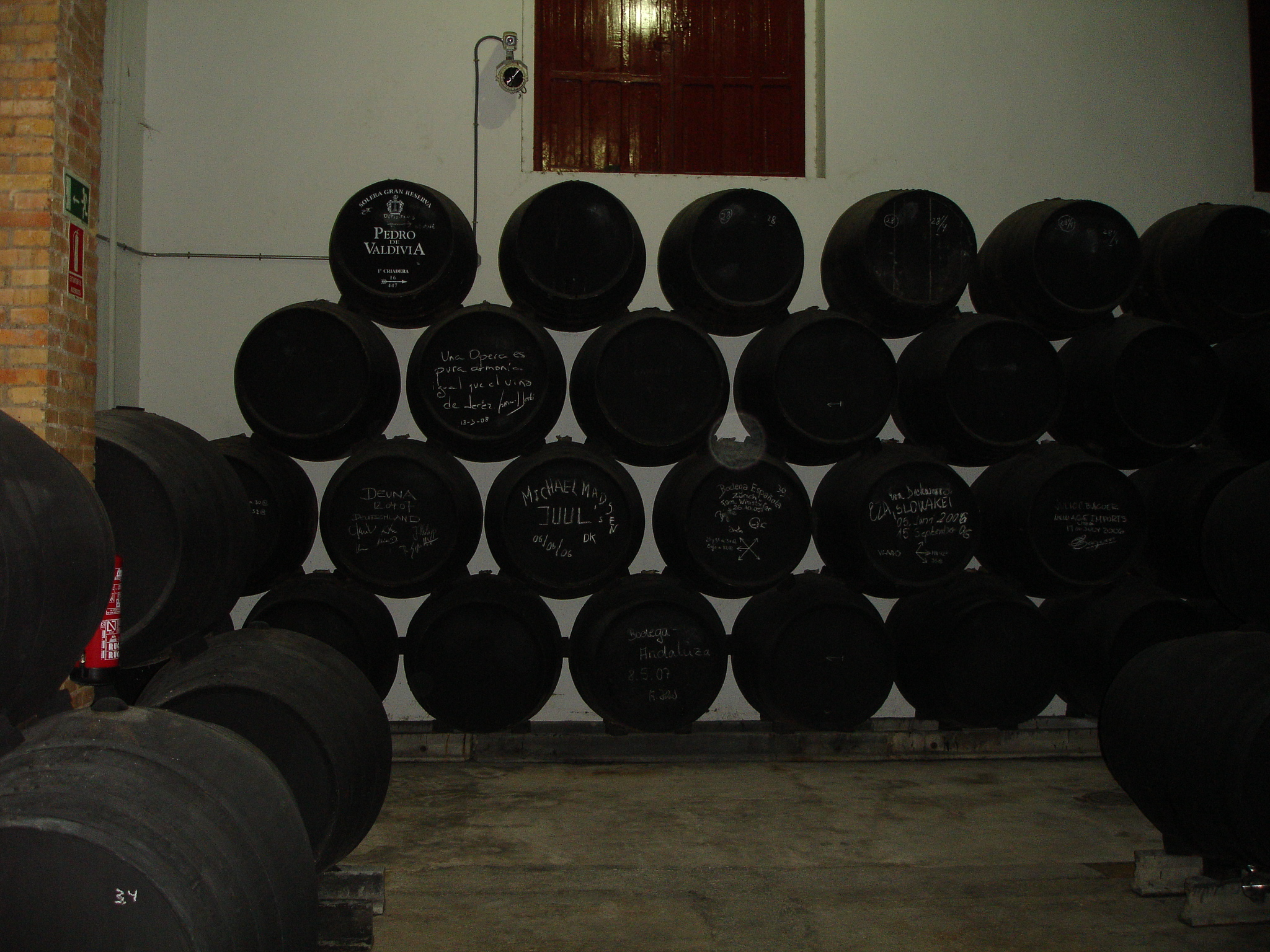
Criadera à quatre niveaux

## Sources